# Zoo di Erevan
Lo zoo di Yerevan (in lingua armena: Երևանի կենդաբանական այգի) è un giardino zoologico armeno istituito nel 1940.

## Descrizione

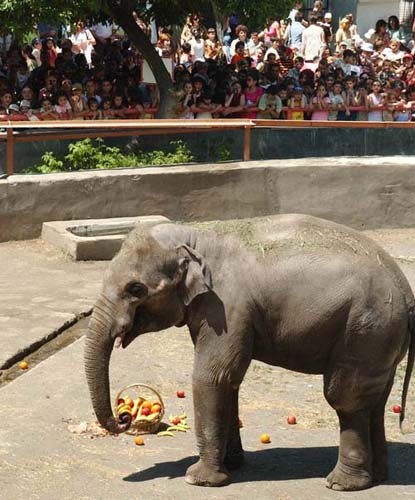
Elefante allo zoo di Erevan

Al 2018 lo zoo accoglie 2749 individui in rappresentanza di 204 specie animali: di quelle autoctone della zona caucasica e armena speciale menzione meritano l'Ursus arctos syriacus, la Capra aegagrus aegagrus, l'Ovis orientalis orientalis e il coragyps atratus. Il sito, ovviamente, annovera numerose altre specie, fra cui i leoni africani, le tigre (del Bengala e della Siberia), iene maculate, linci caucasiche, nonché un elefante di nome Grantik.

Essendo l'Armenia caratterizzata da livelli di diversità biologica particolarmente elevati, l'ONG Foundation for the Preservation of Wildlife and Cultural Assets (FPWC) si è assunta la gestione di circa 839 ettari (2.070 acri) nei pressi della riserva di Khosrov, sito sino a quel momento ad alto rischio di bracconaggio, disboscamento illegale e sovrapascolamento. In sinergia con questo ente lo zoo di Erevan collabora per riabilitare la fauna selvatica di queste terre e per reintrodurre in natura specie a rischio critico nell'area.
Dopo un lungo periodo di crisi e abbandono, nell'aprile del 2011 il direttore del FPWC si è fatto carico della tutela dello zoo, che sino ad allora versava in condizioni da lui stesso definite «insostenibili»: fra i piani da lui perorati vi è l'estensione del giardino zoologico di un areale pari a 50 ettari (120 acri) e l'istituzione di un ente scolastico preposto per insegnare ai giovani in età scolare l'importanza della biodiversità per l'Armenia.